# Policija
La Policija o Policía Nacional de Eslovenia es un instituto armado esloveno de naturaleza civil, dependiente del Ministerio del Interior, y compuesto por 8 dependencias; Celje, Koper, Kranj, Ljubljana, Maribor, Murska Sobota, Nova Gorica y Novo Mesto. Fue creado en 1991 y se encarga de la protección de todo el territorio nacional.

## Organización
La Policija opera en tres niveles según el Ministerio del Interior; local, general y regional, situándose su base en Ljubljana. Eslovenia se divide en 8 departamentos, que son controlados por 111 estaciones de policía, todas bajo la jurisdicción del director general de la Policía. Además de esta policía, Eslovenia cuenta con la Unidad Especial de Policía, utilizada en la lucha contra el terrorismo y otras situaciones demasiado peligrosas o arriesgadas para las demás unidades policiales.

## Equipamiento

### Armas

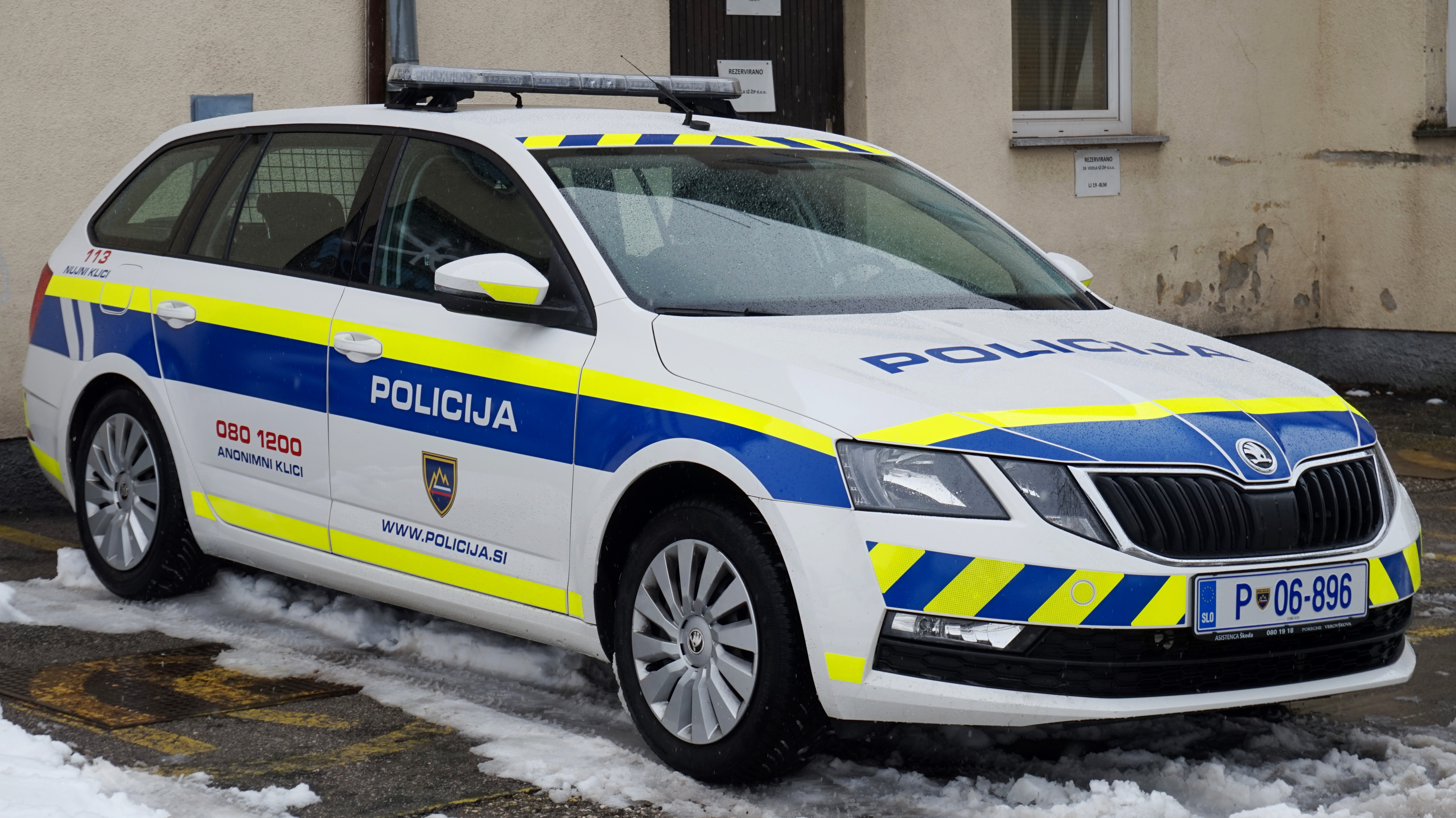
Vehículo patrulla de la Policija.

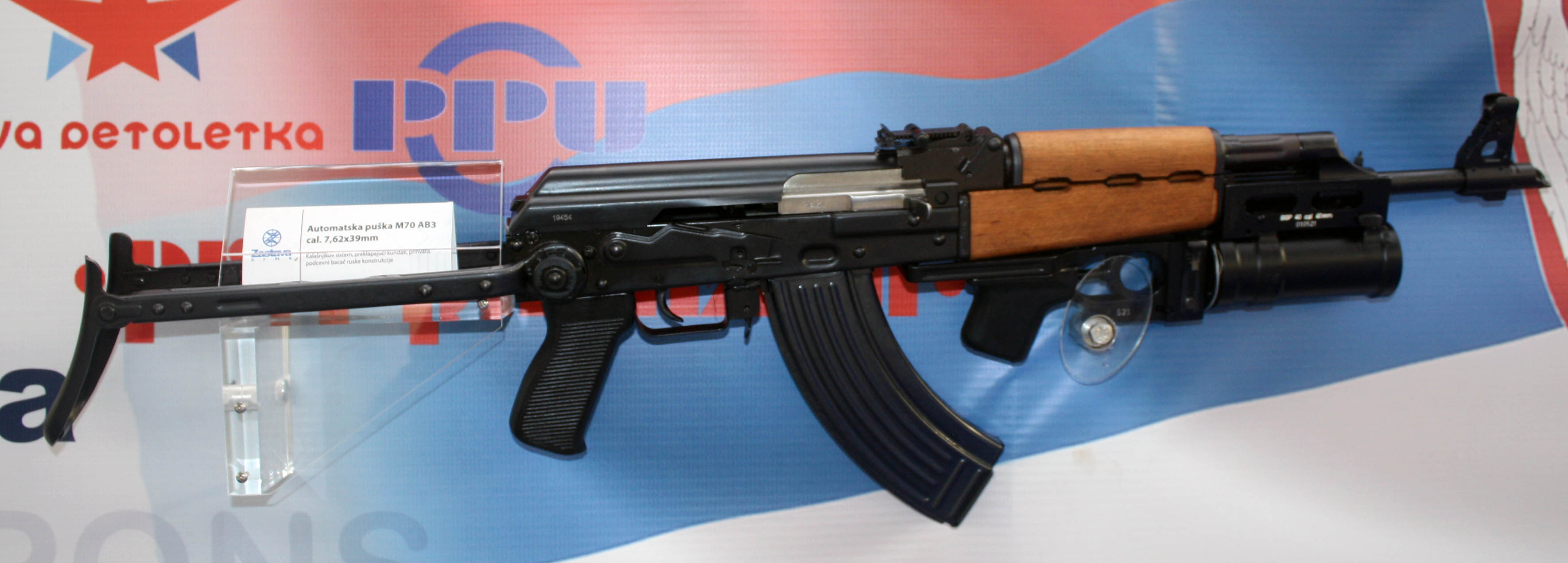
Un Zastava M70AB3.

Beretta 92
Beretta 8000
SIG Sauer P226
Glock 19
Heckler & Koch MP5
Heckler & Koch G36
Zastava M70

### Coches
Citroën Jumper
Ford Focus
Opel Astra
Renault Megane
Renault Master
Škoda Octavia
Škoda Octavia RS
Škoda Superb
Volkswagen Transporter
Volkswagen Touareg
Volkswagen Golf

### Helicópteros
| Aeronave             | País          | Rol      | Versión                   | Matrícula     | Número | Notas                                                                                      |
| -------------------- | ------------- | -------- | ------------------------- | ------------- | ------ | ------------------------------------------------------------------------------------------ |
| Agusta Bell 206      | Italia        | Patrulla | 206B-3 JetRanger III      | S5-HPD S5-HPE | 1      |                                                                                            |
| Agusta Bell 212      | Italia        | Patrulla | Agusta-Bell AB 212        | S5-HPB        | 1      |                                                                                            |
| Agusta Bell 412      | Italia        | Patrulla |                           | S5-HPA        | 1      |                                                                                            |
| AgustaWestland AW109 | Italia        | Patrulla | A109E Power A109A Hirundo | S5-HPG S5-HPC | 1      | S5-HPG: Control fronterizo & médico. S5-HPC: (versión médica) fuera de servicio - vendido. |
| Eurocopter EC 135    | Unión Europea | Patrulla | EC-135 P2+                | S5-HPH        | 1      | Espacio Schengen, control fronterizo.                                                      |

### Motocicletas

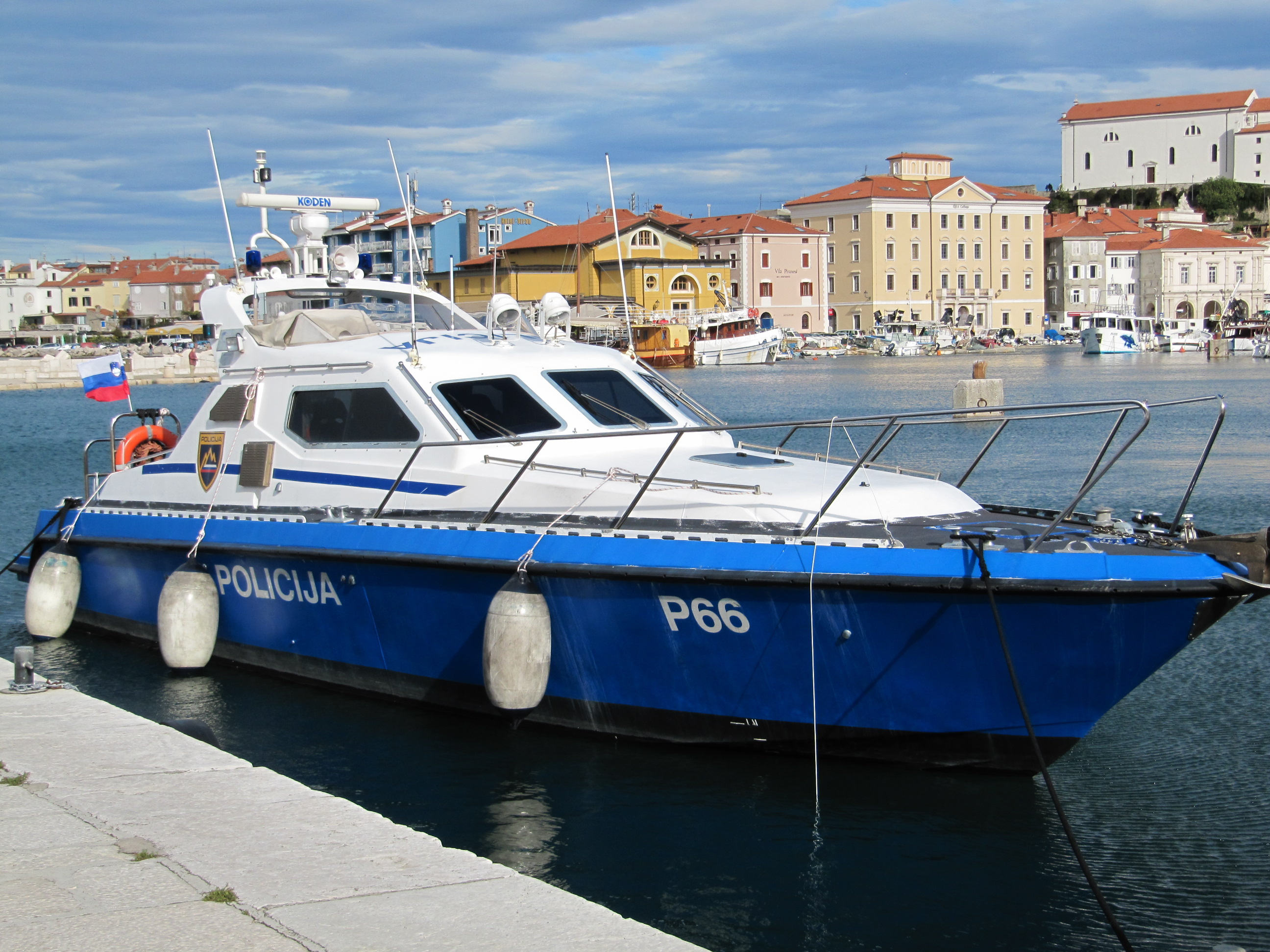
La patrullera P-66 de la Policija.

Honda Deauville
Yamaha FJR1300AP
BMW R1150RT

### Patrulleras
P-66
P-88
P-89
P-111